# Коромандельский берег
Короманде́льский берег — восточное побережье полуострова Индостан к югу от дельты реки Кришна до мыса Коморин. Берег омывается Бенгальским заливом Индийского океана, имеет длину около 700 км и ширину 80—100 км. Представляет собой полосу холмистых равнин, на западе переходящих в Восточные Гаты.
Вдоль берега расположены большие песчаные пляжи и косы. Берег невысокий, изрезан дельтами нескольких крупных рек, в том числе Кавери, Палар, Пеннер и Кришна, которые образуют дельты площадью до 10 тыс. км². Реки зарождаются на плато Декан и, стекая с Восточных Гат, образуют плодородные аллювиальные равнины.
В настоящее время Коромандельский берег расположен на территории штатов Андхра-Прадеш и Тамилнад, а также на союзной территории Пудучерри. На берегу расположены крупные портовые города — Ченнаи (Мадрас), Куддалор, Транкебар (Тарангамбади), Нагапатнам и другие.
Коромандельский берег является влажным сельскохозяйственным районом Индии, среди культивируемых культур — рис, кокосовая пальма.

## Этимология названия
Существует несколько вариантов происхождения названия: от там. Chola Mandalam — район древнего государства Чола или от там. Karai Mandalam — «прибрежный район». Однако наиболее вероятная версия происхождения названия — от слов «Kara-mandala», что на санскрите означает «земля, получающая лучи солнца».
Южной части (южной половине) этого побережья арабы дали название Мабар.

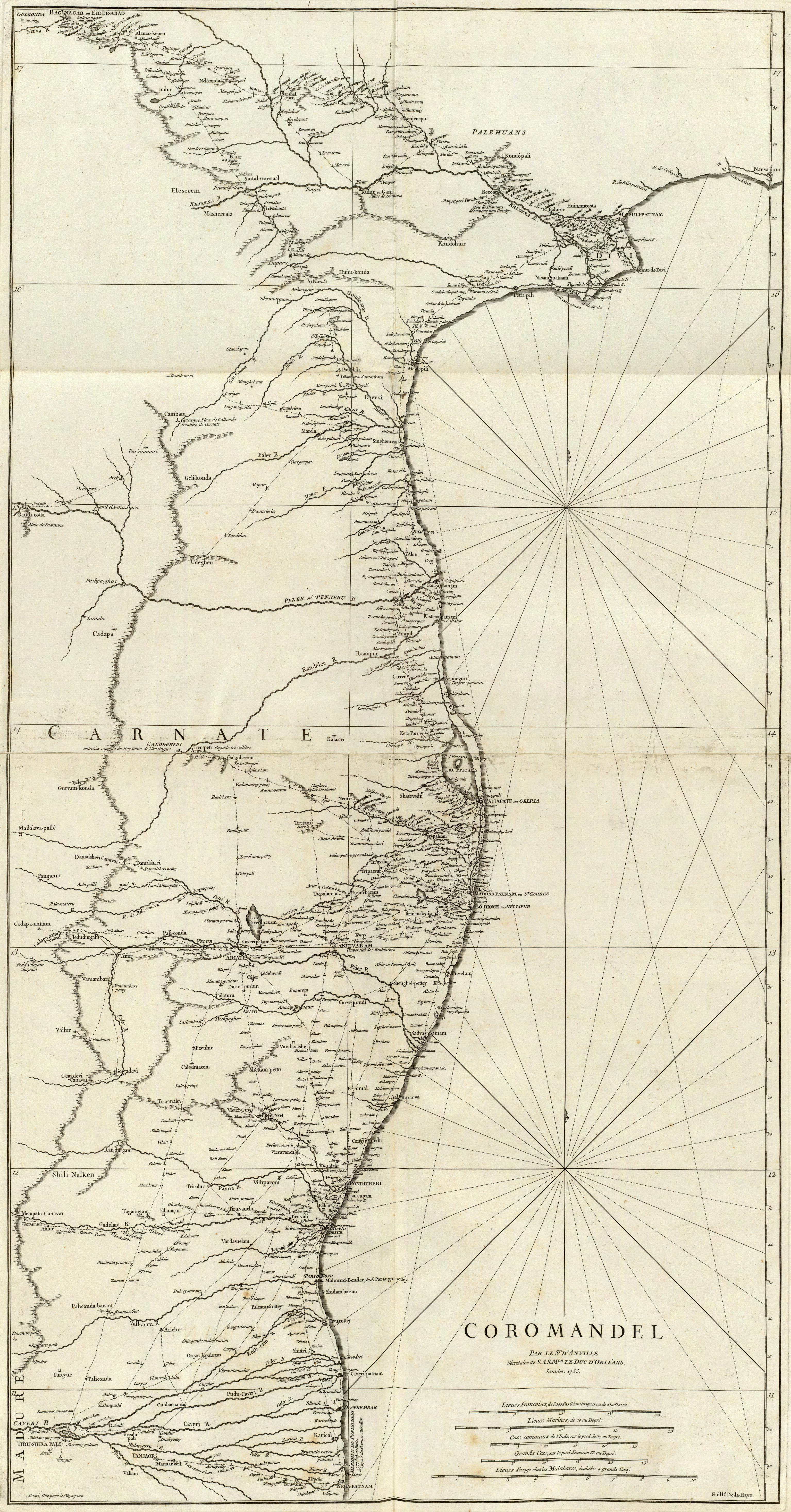
Французская карта берега 1753 года.

## Климат, флора и фауна
Коромандельский берег попадает в дождевую тень Западных Гат и получает гораздо меньше осадков, чем остальная Индия в период летних юго-западных муссонов. Среднее количество осадков составляет 800 мм/год, большая часть которых выпадает с октября по декабрь. Топография Бенгальского залива способствует образованию северо-западных муссонов, которые приводят к появлению циклонов и тропических циклонов вместо равномерных осадков, в результате чего каждый год с октября по январь побережье находится под ударами стихии.
Вдоль берега расположена неширокая полоса леса, которая выделяется в отдельный экорегион сухих вечнозелёных лесов. В отличие от других тропических сухих лесов, леса Восточного Деккана сохраняют листву круглый год. На Коромандельском берегу также расположены обширные мангровые заросли, заполняющие дельты рек и низменные области побережья. Кроме того, здесь расположены озёра Пуликат и Каливели, на которых живут тысячи перелётных и местных птиц.

## История
В конце 1530-х годов на Коромандельском берегу располагалось три португальских поселения в Нагапаттинаме, Сан-Томе-де-Мелиапор и Пуликат. Позже, в XVII и XVIII веках за побережье сражались европейские державы с целью обретения контроля над торговлей с Индией. Война закончилась победой Великобритании, хотя Франция сохраняла контроль над небольшими анклавами в Пондичерри до 1954 года. Большая часть китайского экспорта в XVII веке проходила через Коромандельские порты.
Землетрясение в Индийском океане, произошедшее 26 декабря 2004 года около западного берега острова Суматра, вызвало цунами, которое, обрушившись на Коромандельский берег, унесло много жизней и причинило громадный ущерб.